# سيسبلاتين
سيسبلاتين (التسمية الدولية المشتركة Cisplatine) أو سيس-ثنائي أمين ثنائي كلورو بلاتين الثنائي -Cis-DiamineDichloroPlatine II -CDDP  هو دواء مضاد للأورام السرطانية يستعمل في العلاج الكيميائي. وكان أول مركب من فئة الأدوية المضادة للسرطان التي تحتوي على البلاتين (مضاد أورام بلاتيني) والتي تضم الآن الكاربوبلاتين والأوكساليبلاتين. تتفاعل هذة المركبات داخل الخلايا السرطانية مع الحمض النووي الريبي منقوص الأوكسيجين DNA بشكل يؤدي إلى ترابطها مع جزيئاته مما يمنع عملية الإنقسام الخلوي ونسخ الحمض النووي، فيكون مصير الخلية السرطانية هو الموت الخلوي المبرمج
يتم صرف سيسبلاتين في الصيدليات بوصفة طبية فقط ومن بين الأسماء التجارية نجد PLATINOL وCISPLATYL ، وهو مصنف في قائمة منظمة الصحة العالمية النمودجية للأدوية الأساسية، ضمن خانة الأدوية المضادة للأورام السامة للخلايا.

## التركيب الكيميائي
تركيب السيسبلاتين هو من أساسيات الكيمياء اللاعضوية، ويبدأ من مركب بوتاسيوم رباعي كلورو بلاتينات الثنائي potassium tetrachloroplatinate II ذو الضيغة الكيميائية
[K2[PtCl4
, تتم يضاف الأمونياك NH3 . ترنبط جزيئة NH3 الأولى بأي موقع من المواقع الأربعة للبلاتين. يمكن لجزيئة الأمونياك الثانية ان ترتبط في موقع سيس (مرفوق) أو ترانس (مفروق) بالنسبة لجزيئة الأمونياك الأولى لكن ونضرا لان مفعول ترانس الكلور هو أقوى من مفعول ترانس الأمونياك فإن جزيئة الأمونياك الثانية ترتبط في موقع سيس بالنسبة للجزيئة الأولى.
مفعول ترانس أو مفعول التفارق الخاص بالهالوجينات يصنف حسب القوة كالتالي
I->Br->Cl-
أي ان لليود أقوى مفعول ترانس لذلك يتم استعمال
PtI4]2−]
في تفاعلات التركيب مباشرة قبل تتبث NH3 للحصول على مركبات سيس خالصة. تم يتم تحويل PtI2(NH3)2 إلى PtCl2(NH3)2، كما جاء في وصف Dhara سنة 1970 في جريدة الكيمياء الهندية.

## الاستعمال
يتم حقن السيسبلاتين عبر الحقن الوريدي كضخ قصير المدى في محلول ملحي عادي بهدف علاج الأورام الصلبة. ويستعمل لعلاج أنواع متعددة من السرطانات بما فيها الاورام العضلية الخبيثة (الغرن) وعدة أنواع من السرطانة كسرطان المبيض وسرطان خلايا الرئة الصغيرة، الورم اللمفي وورم الخلايا الجرثومية، ويستعمل مع البليوميسين والفينبلاستين لعلاج سرطان الخصية.
السيسبلاتين فعال بشكل خاص ضدد سرطان الخصية، فقد ارتفعت نسبة الشفاء من 10% إلى 85%..

## التأثيرات الجانبية
للسيسبلاتين عدة أضرار جانبية التي قد تجعل إستعمالته محدودة:
- السمية الكلوية(تلف الكلى): يتم تخفيض الجرعة في حالة القصور الكلوي (انخفاض معدل الترشيح الكبيبي)، ويعتمد على شرب الماء وإدرار البول لتجنب تلف الكلى،·ويبدو أن السمية الكلوية لفئة الأدوية المضادة للسرطان التي تحتوي على البلاتين متصلة ببعض أنواع الأكسيجين التفاعلية والتي يمكن تجنبها-حسب النماذج الحيوانية- باستخدام عناصر مضادة للجدور الحرة كجزيئة أميفوستين Amifostine المستعملة في العلاج الكيميائي كواقي خلوي·و تعتبر السمية الكلوية واحدة من التأثيرات الجانبية اللتي تحد من الجرعة dose-limiting side effect·[10]
- السمية العصبية (تلف الأعصاب): يمكن توقعها بإجراء دراسة التوصيل العصبي قبل وبعد العلاج. تتجلى التأثيرات الجانبية العصبية للسيسبلاتين في الإدراك البصري واضطراب السمع اللتي تظهر بعد فترة قصيرة من بداية العلاج [11][12] · في حين أنه لم يتم إثبات وجود علاقة بين السمية العصبية وآلية عمل السيسبلاتين اللتي تتمثل في بالتسبب في الموت الخلوي المبرمج عبر التفاعل مع الحمض النووي للخلية السرطانية. دراسات حديثة أضهرت أن السيسبلاتين يتفاعل أو يكبح بشكل غير تنافسي أحد نواقل الهيدروجين-الصوديم المرتبطة بالغشاء الخلوي والمعروف ب (Nodium/Hydrogen Exchanger-1) أو NHE-1 [11]· في البداية تم العثور على هذا الناقل في خلايا الجهاز العصبي المحيطي، حيث يوجد بشكل كبير قرب مراكز إستقبال المحفزات البصرية والسمعية، وقد تم ربط هذا الكبح باختلال التوازن الكهرليتي وتلف الهيكل الخلوي · غير أن كبح الناقل NHE-1 مرتبط بالجرعة (30 µg/mL) وعكوس [11] ·
- غثيان وتقيؤ: السيسبلاتين هو من بين أبرز أدوية العلاج الكيميائي المقيئة، لكن يتم التعامل مع هذا العرض باستخدام وقائي لمضادات القيء ك ondansetron وgranisetron بشراكة مع الكورتيكوسيتيرويدات كديكساميتازون، وتضهر إضافة Aprepitant (دواء مضاد للقيء) إلى السيسبلاتين والديكساميتازون نتائج وقائية من القيء أفضل من استعمال السيسبلاتين والديكساميتازون وحدهما فقط·
- سمية أذنية (فقدان السمع): لا توجد حالياً طريقة لمعالجة هذا التأثير الجانبي، يتم إجراء قياس السمع لتحديد مدة حدة التسمم الأذني بالسيسبلاتين. تسبب أيضا عائلة الأمينوغليكوزيدات من المضادات الحيوية في السمية الأذنية، لذلك يتم تجنب استعمال هذه الفئة من المضادات الحيوية عند المرضى الذين يعالجون بالسيسبلاتين· وقد تفسر السمية الأذنية لكل من السيسبلاتين والأمينووغليكوزيدات بقدرتهم على الارتباط بميلانين خط الأوعية الدموية للأذن الداخلية أو إنتاجهم لعناصر أكسجينية متفاعلة·
- إختلال كهرليتي: قد يتسبب السيسبلاتين في نقص مغنسيوم الدم، نقص بوتاسيوم الدم ونقص كالسيوم الدم كنتيجة ثانوية لنقص مغنيسيوم الدم·
- سمية نقوية: قد يتسبب السيسبلاتين في سمية نقوية حادة.[13] (نقص في عدد الخلايا المسؤولة عن المناعة، والخلايا الحاملة للأوكسجين، والخلايا المسؤولة عن التخثر الطبيعي)
- فقر الدم الإنحلالي: يظهر بعد عدة حصص علاج بالسيسبلاتين وقد يكون أحد مضادات الأجسام الدي يتفاعل مع غشاء الكريات الحمراء هو المسؤول عن انحلال الدم [14]